# Свети Яков (катедрала)
Катедрала „Свети Яков“ е католическа църква в галисийския град Сантяго де Компостела, Испания, посветена на ученика на Иисус Христос, апостол Яков Заведеев или Сантяго Матаморос, както го наричат испанците. В катедралата се намират мощите на този християнски светец. Тя е значим поклонически център на средновековния католицизъм, краен пункт на пътя към Св. Яков (Сантяго). Историческата част на града се оформя около нея.

## История
Строежът на съществуващата катедрала е започнат през 1075 г. от кастилския крал Алфонсо VI. Той се строи от гранит в романски стил по образ и подобие на тулузката базилика Св. Сатурнин. През 1895 г. е публикуван намерен в катедралата ръкопис – „Кодекс Каликст“, приписван на перото на Каликст II. Той съдържа ценни сведения за строителството на църквата. През 1128 г. катедралата е осветена.

## Забележителности
Причудливите фасади и декорирането на кулите са стил Чуригереска – резултат на пристройки на катедралата, предприети от Хабсбургите и Бурбоните през XVI—XVIII вшк. Външните стени и вътрешността на храма са украсени със скулптури от различни времена, но предимно средновековни.
|                    |                            |                       |
| Кулите на фасадата | Площадът пред входа в храм | Изглед от катедралата |

## Екстериор
От двете страни на трансепта има портални входове. Северният портал е наречен „Paradise Gate“ /„Път към рая“/; Южният вход е известен като „Златната порта“.

### портал „Глория“
Западната фасада е завършена по-късно, като главният портал е наречен „Глория“ – /Слава/
- Четиримата апостоли: Св. Петър, Павел, свети Яков и Йоан Евангелист. (от ляво надясно)
 дясно от централната арка
- Пророците – Йеремия, Данаил, Исаак, Мойсей 
-ляво от централната арка
- Христос с четиримата евангелисти и ангели 
централна арка
- Свети Яков 
- централна колона
- Музиканти 
- горе арката

## Интериор
- Мощите на Свети Яков се намират в сребърен ковчег за мощи в криптата. През 1589 г. те са скрити от английската „Анти-Армада“, при това толкова добре, че след това не е било възможна да бъдат открити. Мощите са намерени едва през януари 1879 г., а след пет години лично папа Лъв XIII потвърждава, че са истински.
- Ботафумейро (гал. Botafumeiro; „изпускащо дим“) е най-голямото кадило (кадилница) в света и се използва в катедралата. То е прикрепено с въжета към тавана, височината му е 160 см и тежи 80 кг. За напълването му са необходими 40 кг въглища и благовония (тамян). Средновековното кадило е претопено от наполеоновите войски. Сегашното кандило е създадено от ювелира Хосе Лосада през 1851 година от сплав на месинг и бронз; то е покрито с тънък (20 микрометъра) слой сребро. Има златисти отблясъци. При церемонии то се разклаща от осем души в червени дрехи.

- Детайл от олтара
- Гърбът на фигурата на седящия Яков н олтара
- Ковчегът с реликвите в криптата